# Angelo Siffredi
Angelo Edoardo Siffredi (Imperia, 6 maggio 1896 – Boscomalo del Carso, 23 maggio 1917) è stato un militare italiano, decorato di medaglia d'oro al valor militare alla memoria nel corso della prima guerra mondiale.

## Biografia
Nacque a Imperia il 6 maggio 1896,  figlio di Giuseppe e Francesca Ascheri. Mentre frequentava come studente l'Istituto tecnico "Ruffini" di Porto Maurizio fu chiamato a prestare servizio militare nel Regio Esercito nel novembre 1915, in piena prima guerra mondiale. Dopo un breve periodo di addestramento nel maggio 1916 raggiunse il 161º Reggimento fanteria della Brigata Ivrea operante in Val d'Assa. Partecipò alle operazioni di contenimento della Strafexpedition e al successivo contrattacco. Promosso caporale nel mese di luglio e passato, con il suo reggimento, ad operare nel settore del basso Isonzo, a sud-est di Doberdò, si distinse in combattimento a Nova Vas il 14 settembre, venendo decorato di medaglia di bronzo al valor militare per aver ricacciato alcuni nuclei nemici infiltratisi in una trincea insieme ad pochi compagni. Frequentato il corso per allievi ufficiali, nel febbraio 1917 fu nominato aspirante, e nel mese di marzo sottotenente in forza all'89º Reggimento fanteria della Brigata Salerno assumendo il comando dello speciale reparto bombardieri. Il 23 marzo 1917, nel corso della decima battaglia dell'Isonzo, partecipò con i fanti del suo reggimento all'attacco, preceduto da una poderosa preparazione di artiglieria, contro lo Hudi Log (Boscomalo).  Desideroso di partecipare all'assalto chiese, ed ottenne, di comandare un plotone della prima ondata d'attacco. Ferito due volte, una alla mano destra e una al braccio sinistro, rifiutò di lasciare i suoi uomini e di farsi ricoverare presso un posto di medicazione raggiungendo per primo quota 102. Cadde colpito da una terza pallottola mentre incitava i suoi soldati a proseguire nell'azione.
Con Decreto Luogotenenziale del 16 agosto 1918 fu insignito della medaglia d'oro al valor militare alla memoria. Portano il suo nome una via di Imperia e la strada di Genova che collega i quartieri di Sestri Ponente e Cornigliano.

### Fonti
1. 1 2 3 4 5 6  Combattenti Liberazione.
2. ↑  Carolei, Greganti, Modica 1968, p. 52.
3. 1 2  Coltrinari, Ramaccia 2018, p. 70.
4. 1 2 3  Coltrinari, Ramaccia 2018, p. 71.
5. ↑   SIFFREDI Angelo, Medaglia d'oro al valor militare, su Presidenza della Repubblica.